# Gemeinwohl-Ökonomie
Die Gemeinwohl-Ökonomie (GWÖ) ist eine 2010 von Österreich, Bayern und Südtirol aus gestartete zivilgesellschaftliche Reformbewegung, die das Ziel verfolgt, wirtschaftliche Aktivitäten auf ein demokratisch definiertes Gemeinwohl auszurichten. Werte wie Kooperation, die Achtung der Menschenwürde, Solidarität, ökologische Nachhaltigkeit (etwa Kreislaufwirtschaft), soziale Gerechtigkeit und demokratische Mitbestimmung („Partizipation“) sollen die Gestaltung sowohl von volkswirtschaftlichen als auch betriebswirtschaftlichen Prozessen leiten.
Als Instrument zur Umgestaltung schlägt die Bewegung die Anwendung der von ihr entwickelten Gemeinwohl-Bilanz vor. Eine erweiterte Bilanzierung soll nach Vorstellung der GWÖ als ein werteorientiertes Messwerkzeug und Reportingverfahren für Unternehmen, Gemeinden und Institutionen eingesetzt werden.
2023 legte die Wirtschaftswissenschaftlerin Mariana Mazzucato mit Referenz an die von Christian Felber entwickelte Idee einer Gemeinwohl-Ökonomie ein eigenes Konzept für die Entwicklung einer auf das Gemeinwohl ausgerichteten Ökonomie vor.

## Hintergrund

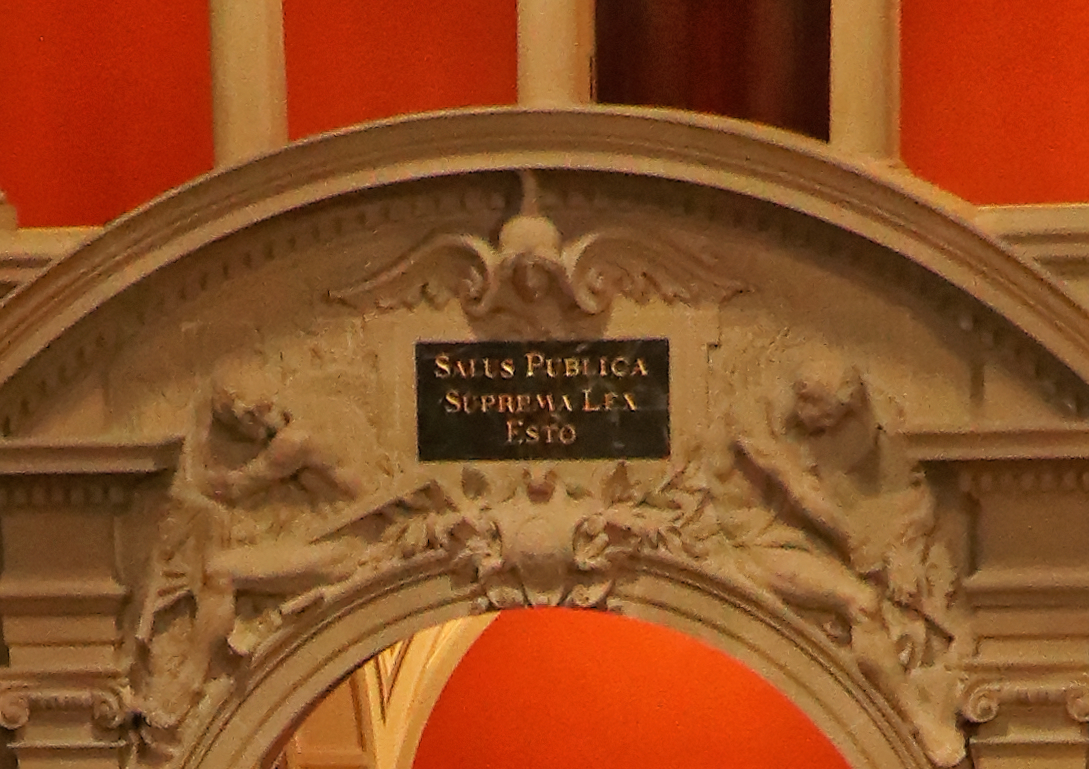
Inschrift über dem Eingang des Bundeshauses in Bern (Sitz von Regierung und Parlament der Schweizerischen Eidgenossenschaft): „Salus publica suprema lex esto“ Das öffentliche Wohl sei das oberste Gesetz

Das Gemeinwohl wird als zu erstrebender Grundwert in unterschiedlichen demokratischen Verfassungen erwähnt:

„Die gesamte wirtschaftliche Tätigkeit dient dem Gemeinwohl, insbesonders der Gewährleistung eines menschenwürdigen Daseins für alle [...]“

„Eigentum verpflichtet. Sein Gebrauch soll zugleich dem Wohle der Allgemeinheit dienen.“

«Toda la riqueza del país en sus distintas formas y sea cual fuere su titularidad está subordinada al interés general.»

„Der gesamte Reichtum des Landes in seinen verschiedenen Formen und unabhängig von seiner Trägerschaft ist dem Gemeinwohl untergeordnet.“

Im deutschen Sprachraum wurde der Begriff Gemeinwohl-Ökonomie erstmals von Joachim Sikora, Leiter des Katholisch-Sozialen Instituts der Erzdiözese Köln, verwendet. Gemeinsam mit Günther Hoffmann verfasste er 2001 die „Vision einer Gemeinwohl-Ökonomie – auf der Grundlage einer komplementären Zeit-Währung“. Als Quelle beruft er sich prominent auf die Enzyklika „Gaudium et spes“. Davon unabhängig entwickelte Christian Felber zwischen 2008 und 2010 mit Unternehmern aus Wien und Niederösterreich Ideen für ein alternatives Wirtschaftsmodell, das er 2010 als Buch unter dem Titel Gemeinwohl-Ökonomie veröffentlichte. 2011 gründete sich in Wien auf Basis dieses Buchs der „Verein zur Förderung der Gemeinwohl-Ökonomie“.
Der Begriff des Gemeinwohls ist auch im englischen, italienischen und französischen Sprachraum zu finden. Zunächst veröffentlichten die US-Ökonomen Herman Daly und John Cobb 1989 „For the Common Good. Redirecting the Economy toward Community, the Environment, and a Sustainable Future“. In Italien publizierte der papstnahe Volkswirt Stefano Zamagni „L'economia del bene comune“. In Frankreich veröffentlichte Jean Tirole, Träger des Preises der Schwedischen Nationalbank für die Wirtschaftswissenschaften 2018 „Économie du bien commun“.

## Gemeinwohl-Ökonomie ausgehend von Christian Felber
Das Modell der Gemeinwohl-Ökonomie nach Christian Felber wird auf der Website der Gemeinwohl-Bewegung in 10 Punkten zusammengefasst. Im ersten Punkt heißt es „die Gemeinwohl-Ökonomie ist der Aufbruch zu einer ethischen Marktwirtschaft, deren Ziel nicht die Vermehrung von Geldkapital ist, sondern das gute Leben für alle.“ Zentral sind neue Zielvorgaben und Erfolgsmessungen in der Wirtschaft: Auf staatlicher Ebene soll ein Gemeinwohl-Produkt das Bruttoinlandsprodukt ablösen; auf betrieblicher Ebene soll eine speziell entwickelte Gemeinwohl-Bilanz rein monetäre Erfolgsmaßstäbe ablösen. In der Gemeinwohl-Bilanzierung werden als Kategorien beispielsweise Menschenwürde, Solidarität und Gerechtigkeit, ökologische Nachhaltigkeit, Transparenz und Mitentscheidung genannt.
Unternehmen mit einer starken Ausrichtung auf das Gemeinwohl sollten stärker als andere gefördert werden – etwa durch öffentlichen Einkauf, die kommunale Wirtschaftsförderung, über Finanzierungen und Steuern oder auch durch einen privilegierten Zugang zum Weltmarkt und Welthandel. Umgekehrt sollen schädigende Aktivitäten schlechter gestellt werden. Langfristig sollen dadurch nur noch wirtschaftliche Aktivitäten rentabel sein, die keine ökologischen und sozialen Schäden anrichten.
Neben diesem Kern einer „ethischen Marktwirtschaft“ schlägt die Gemeinwohl-Ökonomie zahlreiche Reformen wie einen Schwenk von Konkurrenz zu Kooperation, Arbeitszeitverkürzung und Sabbaticals, die Begrenzung der Ungleichheit, ethischen Welthandel oder ökologische Menschenrechte vor. Die konkreten Reformen sollen nach Vorstellung der Bewegung in demokratischen Wirtschaftskonventen – ähnlich zu Bürgerräten, welche bereits in Irland, Deutschland und Frankreich eingesetzt wurden – ausgearbeitet werden. Ein Bürgerrat könnte die Ausarbeitung eines Gemeinwohl-Produkts als Ziel haben.

### Gemeinwohl-Ökonomie als gesellschaftliche Bewegung
Seit dem Start im Jahr 2010 haben sich laut eigenen Angaben etwa 3.000 Unternehmen und 8.000 Personen angeschlossen (Stand Beginn 2021). Rund 200 Regionalgruppen haben sich gebildet (Stand Januar 2021). Schwerpunkte bilden dabei Deutschland, Österreich und die Schweiz. Dazu kommen weitere Staaten in Europa sowie Süd- und Nordamerika.
Einige Kommunen und Städte zeigen Interesse an der Gemeinwohl-Ökonomie und versuchen ihre Prinzipien umzusetzen, darunter Stuttgart, Mannheim, Amsterdam, Wien und Barcelona. Der Stadtrat von Münster hat beschlossen, für sämtliche Kommunalbetriebe eine Gemeinwohl-Bilanz zu erstellen.
Die Einbettung der Gemeinwohl-Ökonomie in das europäische Wirtschaftssystem und Wirtschaftsprogramm Europa 2020 wurde ab Februar 2015 im Europäischen Wirtschafts- und Sozialausschuss diskutiert. Der Ausschuss nahm eine zehnseitige Initiativ-Stellungnahme am 17. September 2015 mit 86 Prozent Stimmenmehrheit an und „erachtet das Modell als geeignet, in den Rechtsrahmen der EU und ihrer Mitgliedschaften integriert zu werden“.
2017 lud das Umweltprogramm der Vereinten Nationen (UNDP) die GWÖ ein, ihr Konzept vorzustellen. 2019 fand sie Erwähnung im UNRISD Working Paper „Sustainable Development Impact Indicators for Social and Solidary Economy“. 2019 wurde das Modell auf der UNECE-Konferenz in Genf vorgestellt – als geeignetes Instrument, die SDGs auf der Ebene von Unternehmen und Gemeinden umzusetzen.

### Wissenschaftliche Aktivitäten
Die GWÖ-Aktionskreise „Bildung“ sowie „Wissenschaft und Forschung“ koordinieren zahlreiche Aktivitäten in Bildung und Wissenschaft. Die Fachhochschule Burgenland bot 2018 gemeinsam mit dem Studienzentrum Saalfelden erstmals einen Lehrgang „Angewandte GWÖ“ an. An der Universität Valencia wurde 2017 ein Lehrstuhl GWÖ eingerichtet.
Eine erste empirische Studie an 206 Unternehmen mit Gemeinwohl-Bilanz kam zum Ergebnis, dass das GWÖ-Modell sowohl die ethische Performance von Unternehmen stark als auch die finanzielle Performance leicht verbessert. Eine Studie der Universitäten Flensburg und Kiel bescheinigt der GWÖ „das Potenzial, zu einem Wandel in Richtung einer Postwachstumsgesellschaft beizutragen“.
Im Herbst 2019 fand die erste 3-tägige wissenschaftliche Konferenz zur GWÖ an der Hochschule Bremen statt. Im Dezember 2019 brachte die Zeitschrift für Wirtschafts- und Unternehmensethik eine Sonderausgabe Ökonomie und Gemeinwohl heraus. Anfang 2021 edierte das wissenschaftliche Journal sustainability ein Special Issue „Sustainable Economy for the Common Good“. Ein Beitrag von Christian Felber, Johannes Dolderer und Petra Teitscheid möchte den Übergang von der neoklassischen Ökonomik zu einer Gemeinwohl-Ökonomik aufweisen. Im Juli 2022 erschien ein Sammelband mit Beiträgen verschiedener Wissenschaftler zur Gemeinwohlökonomie im Gesundheitswesen.

### Rezeption
Der Bericht des Club of Rome von 2017 bringt Beispiele für seine Analyse, wonach sich die Welt – trotz aller Widerstände – auf dem Weg einer sozialen Transformation zu globaler Nachhaltigkeit befindet. Als eines dieser Beispiele wird die Gemeinwohl-Ökonomie vorgestellt. Auch der Bericht des Club of Rome 2022 (earth for all) erwähnt die Gemeinwohlökonomie als Wirtschaftsmodell einer positiven Zukunft.
Laut dem Ökonom Peter Ulrich ist die Gemeinwohl-Ökonomie hinsichtlich einer umfassenden Systemtransformation „bis auf Weiteres hoffnungslos utopisch“. Die GWÖ verdiene jedoch „allen Respekt“, da sie einen „zukunftsträchtigen Impuls“ darstelle.
Insbesondere größere Unternehmen stehen der vorgeschlagenen neuen Bilanzierung kritisch gegenüber, auch da eine „Suffizienzorientierung bei Produkten und Produktion sowie die Solidarität mit Wettbewerbern“ verlangte Punkte sind, an denen es zu arbeiten gelte. Ein Sprecher der Otto-Group nannte das Konzept einerseits „gut und inspirierend und auch innovationsfördernd“ andererseits sei es abzulehnen, denn es bedeute auch den Verzicht auf betriebliches Wachstum und schaffe somit die Notwendigkeit von Entlassungen.

## Gemeinwohlökonomiekonzept der Ökonomin Mariana Mazzucato
Der Ansatz für eine Gemeinwohl-Ökonomie nach Christian Felber blieb über weite Strecken in der akademischen Ökonomik unbeachtet. 2023 stellte dann die Wirtschaftswissenschaftlerin Mariana Mazzucato mit Referenz zur Idee der Gemeinwohlökonomie von Felber ein eigenes Konzept vor, welches dazu dient, auf das Gemeinwohl gerichtete Ziele in Volkswirtschaften zu definieren und zu erreichen. Gemäß Mazzucato sehen Regierungen ihre Aufgabe meist darin, in Märkte einzugreifen, wenn ein Marktversagen vorliegt oder öffentliche Güter zu verwalten – und weniger darin, aktiv Volkswirtschaften auf kollaborativ definierte Gemeinwohlziele auszurichten. Derzeit fokussieren die meisten Ökonomen auf die Beziehung zwischen Produzenten und Konsumenten und vermeiden es eher, sich mit übergeordneten Zielen zu befassen. Nach Mazzucato sollen Entscheidungsprozesse auf fünf von ihr definierten Säulen aufgebaut werden. Wirtschaftswachstum als erste Säule dürfe dabei nicht länger nur eine Zahl sein – ihm müsse eine Richtung gegeben werden. Wachstum sollte das Ergebnis von gemeinsam definierten Strategien sein. Es sollte auf das Wohl aller (also inklusiv) und die Erreichung von Nachhaltigkeitszielen gerichtet sein. Die Grundlage für finanzielle Gewinne und auch neues Wissen – etwa bei medizinischen Innovationen, den Erneuerbaren Energien oder neuen digitalen Technologien – ist oft staatliche Beteiligung und Förderung, während private Akteure später resultierende Profite einstreichen. Durch sektorübergreifend erarbeitete Zielvorstellungen, Risiko- aber auch Gewinnbeteiligung könne in kollaborativen ökonomischen Prozessen das leitende Prinzip eine Ausrichtung auf das Gemeinwohl werden.